# Janne Ryynänen
Janne Pekka Ryynänen (Rovaniemi, 1º gennaio 1988) è un ex combinatista nordico finlandese.

## Biografia

### Stagioni 2003-2009
Janne Pekka Ryynänen esordisce a livello internazionale il 5 febbraio 2003 ai Mondiali juniores di Sollefteå. Il 5 marzo 2004 ottiene il suo primo risultato in Coppa del Mondo, sulle nevi di casa di Lahti, in una gara sprint giungendo 41º. Partecipa ai XX Giochi olimpici invernali di Torino 2006 piazzandosi 37º nella sprint.
L'anno seguente, il 14 gennaio, ottiene l'unica vittoria in Coppa del Mondo, nella gara a squadre del Lago di Tesero in Italia; ai Mondiali di Sapporo, in Giappone, conquista la medaglia d'oro nella gara a squadre HS134/staffetta 4x5 km a tecnica libera. Nel 2008 si aggiudica il bronzo nell'’individuale Gundersen HS94/10 km ai Mondiali juniores disputati a Zakopane, in Polonia. Nello stesso anno, in novembre, sale per la prima volta sul podio in Coppa del Mondo a Kuusamo, in Finlandia, concludendo secondo in due individuali consecutive. Nel febbraio 2009 ai Mondiali di Liberec nella Repubblica Ceca sfiora il podo, piazzandosi quarto, nella Gundersen LH HS134/10 km.

### Stagioni 2010-2014
Ai XXI Giochi olimpici invernali di Vancouver 2010 si classifica 26º nel trampolino normale, 12º nel trampolino lungo e 7º nella gara a squadre). Partecipa ai Mondiali di Oslo 2011 (7º nella gara a squadre il miglior piazzamento) e a della Val di Fiemme 2013 (8º nella gara a squadre il miglior piazzamento).
Ai XXII Giochi olimpici invernali di Soči 2014 si classifica 36º nel trampolino normale e 40º nel trampolino lungo).

## Palmarès

### Mondiali
- 1 medaglia:
  - 1 oro (gara a squadre a Sapporo 2007)

### Mondiali juniores
- 1 medaglia:
  - 1 bronzo (individuale a Zakopane 2008)

### Coppa del Mondo
- Miglior piazzamento in classifica generale: 12º nel 2009
- 4 podi:
  - 1 vittoria
  - 3 secondi posti

#### Coppa del Mondo - vittorie
| Data            | Luogo          | Paese  | Disciplina |
| --------------- | -------------- | ------ | ---------- |
| 14 gennaio 2007 | Lago di Tesero | Italia | T          |

Legenda:
- T = Gara a squadre